# Lista di asteroidi (779001-780000)
Di seguito una lista di asteroidi dal numero 779001  al 780000 con data di scoperta e scopritore.

## 779001–779100
| Nome   | Designazione provvisoria | Data di scoperta  | Scopritore          |
| ------ | ------------------------ | ----------------- | ------------------- |
| 779001 | 2011 CV79                | 5 febbraio 2011   | Pan-STARRS          |
| 779002 | 2011 CW81                | 5 febbraio 2011   | Pan-STARRS          |
| 779003 | 2011 CC82                | 5 febbraio 2011   | Pan-STARRS          |
| 779004 | 2011 CZ96                | 5 febbraio 2011   | Pan-STARRS          |
| 779005 | 2011 CV100               | 5 febbraio 2011   | Pan-STARRS          |
| 779006 | 2011 CP102               | 5 febbraio 2011   | Pan-STARRS          |
| 779007 | 2011 CB103               | 5 febbraio 2011   | Pan-STARRS          |
| 779008 | 2011 CA105               | 5 febbraio 2011   | Pan-STARRS          |
| 779009 | 2011 CA112               | 27 gennaio 2011   | Spacewatch          |
| 779010 | 2011 CL116               | 25 febbraio 2011  | Spacewatch          |
| 779011 | 2011 CK119               | 1 aprile 2016     | Mount Lemmon Survey |
| 779012 | 2011 CT120               | 10 febbraio 2011  | Mount Lemmon Survey |
| 779013 | 2011 CG121               | 10 febbraio 2011  | Mount Lemmon Survey |
| 779014 | 2011 CP125               | 2 aprile 2011     | Pan-STARRS          |
| 779015 | 2011 CS125               | 10 febbraio 2011  | Mount Lemmon Survey |
| 779016 | 2011 CX125               | 25 febbraio 2011  | Mount Lemmon Survey |
| 779017 | 2011 CF126               | 10 febbraio 2011  | Mount Lemmon Survey |
| 779018 | 2011 CR126               | 19 settembre 2014 | Pan-STARRS          |
| 779019 | 2011 CR127               | 31 marzo 2012     | Mount Lemmon Survey |
| 779020 | 2011 CV127               | 10 febbraio 2011  | Mount Lemmon Survey |
| 779021 | 2011 CR129               | 9 febbraio 2011   | Mount Lemmon Survey |
| 779022 | 2011 CA131               | 7 febbraio 2011   | Mount Lemmon Survey |
| 779023 | 2011 CF131               | 7 febbraio 2011   | Mount Lemmon Survey |
| 779024 | 2011 CJ131               | 5 febbraio 2011   | Mount Lemmon Survey |
| 779025 | 2011 CN132               | 11 febbraio 2011  | Mount Lemmon Survey |
| 779026 | 2011 CO132               | 8 febbraio 2011   | Mount Lemmon Survey |
| 779027 | 2011 CJ136               | 13 febbraio 2011  | Mount Lemmon Survey |
| 779028 | 2011 CT137               | 5 febbraio 2011   | Pan-STARRS          |
| 779029 | 2011 CD138               | 11 febbraio 2011  | Mount Lemmon Survey |
| 779030 | 2011 CK138               | 5 febbraio 2011   | Pan-STARRS          |
| 779031 | 2011 CR138               | 10 febbraio 2011  | Mount Lemmon Survey |
| 779032 | 2011 CT138               | 7 febbraio 2011   | Mount Lemmon Survey |
| 779033 | 2011 CC139               | 12 febbraio 2011  | Mount Lemmon Survey |
| 779034 | 2011 CK139               | 10 febbraio 2011  | Mount Lemmon Survey |
| 779035 | 2011 CS139               | 5 febbraio 2011   | Pan-STARRS          |
| 779036 | 2011 CZ139               | 10 febbraio 2011  | Mount Lemmon Survey |
| 779037 | 2011 CZ140               | 7 febbraio 2011   | Mount Lemmon Survey |
| 779038 | 2011 CB141               | 10 febbraio 2011  | Mount Lemmon Survey |
| 779039 | 2011 CD144               | 5 febbraio 2011   | CSS                 |
| 779040 | 2011 CA145               | 10 febbraio 2011  | Mount Lemmon Survey |
| 779041 | 2011 CM146               | 12 febbraio 2011  | Mount Lemmon Survey |
| 779042 | 2011 CY146               | 10 febbraio 2011  | Mount Lemmon Survey |
| 779043 | 2011 CQ147               | 7 febbraio 2011   | Mount Lemmon Survey |
| 779044 | 2011 CT147               | 10 febbraio 2011  | Mount Lemmon Survey |
| 779045 | 2011 CJ148               | 10 febbraio 2011  | Mount Lemmon Survey |
| 779046 | 2011 CP148               | 13 febbraio 2011  | Mount Lemmon Survey |
| 779047 | 2011 CQ148               | 8 febbraio 2011   | Mount Lemmon Survey |
| 779048 | 2011 CW148               | 7 febbraio 2011   | Mount Lemmon Survey |
| 779049 | 2011 CM149               | 7 febbraio 2011   | Mount Lemmon Survey |
| 779050 | 2011 CU149               | 11 febbraio 2011  | Mount Lemmon Survey |
| 779051 | 2011 CA150               | 7 febbraio 2011   | Mount Lemmon Survey |
| 779052 | 2011 CM151               | 7 febbraio 2011   | Mount Lemmon Survey |
| 779053 | 2011 CX151               | 5 febbraio 2011   | Pan-STARRS          |
| 779054 | 2011 CJ152               | 5 febbraio 2011   | Pan-STARRS          |
| 779055 | 2011 CL152               | 13 febbraio 2011  | Mount Lemmon Survey |
| 779056 | 2011 CN152               | 8 febbraio 2011   | Mount Lemmon Survey |
| 779057 | 2011 CO152               | 8 febbraio 2011   | Mount Lemmon Survey |
| 779058 | 2011 CK153               | 10 febbraio 2011  | Mount Lemmon Survey |
| 779059 | 2011 CT153               | 11 febbraio 2011  | Mount Lemmon Survey |
| 779060 | 2011 CE155               | 8 febbraio 2011   | Mount Lemmon Survey |
| 779061 | 2011 DA7                 | 25 febbraio 2011  | Mount Lemmon Survey |
| 779062 | 2011 DA14                | 25 febbraio 2011  | Mount Lemmon Survey |
| 779063 | 2011 DZ16                | 25 febbraio 2011  | Mount Lemmon Survey |
| 779064 | 2011 DY17                | 26 febbraio 2011  | Mount Lemmon Survey |
| 779065 | 2011 DV22                | 26 febbraio 2011  | Spacewatch          |
| 779066 | 2011 DE24                | 26 febbraio 2011  | Spacewatch          |
| 779067 | 2011 DF27                | 15 gennaio 2011   | Mount Lemmon Survey |
| 779068 | 2011 DW29                | 10 febbraio 2011  | Mount Lemmon Survey |
| 779069 | 2011 DW33                | 25 febbraio 2011  | Mount Lemmon Survey |
| 779070 | 2011 DQ35                | 6 febbraio 2002   | DES                 |
| 779071 | 2011 DF37                | 23 gennaio 2006   | Mount Lemmon Survey |
| 779072 | 2011 DD41                | 25 febbraio 2011  | Mount Lemmon Survey |
| 779073 | 2011 DZ46                | 26 febbraio 2011  | Mount Lemmon Survey |
| 779074 | 2011 DA54                | 3 febbraio 2016   | Mount Lemmon Survey |
| 779075 | 2011 DU55                | 26 novembre 2014  | Mount Lemmon Survey |
| 779076 | 2011 DO56                | 25 febbraio 2011  | Mount Lemmon Survey |
| 779077 | 2011 DP56                | 25 febbraio 2011  | Spacewatch          |
| 779078 | 2011 DA58                | 25 febbraio 2011  | Mount Lemmon Survey |
| 779079 | 2011 DE58                | 25 febbraio 2011  | Mount Lemmon Survey |
| 779080 | 2011 DB60                | 26 febbraio 2011  | Mount Lemmon Survey |
| 779081 | 2011 DF60                | 25 febbraio 2011  | Mount Lemmon Survey |
| 779082 | 2011 DR61                | 25 febbraio 2011  | Mount Lemmon Survey |
| 779083 | 2011 EH2                 | 8 febbraio 2011   | Mount Lemmon Survey |
| 779084 | 2011 EE9                 | 2 marzo 2011      | Spacewatch          |
| 779085 | 2011 EX14                | 29 aprile 2006    | Spacewatch          |
| 779086 | 2011 EP17                | 6 marzo 2011      | J. Kelemen          |
| 779087 | 2011 EB41                | 10 marzo 2011     | CSS                 |
| 779088 | 2011 EG46                | 2 marzo 2011      | Spacewatch          |
| 779089 | 2011 ET56                | 12 marzo 2011     | Mount Lemmon Survey |
| 779090 | 2011 EW58                | 12 marzo 2011     | Mount Lemmon Survey |
| 779091 | 2011 EE60                | 12 marzo 2011     | Mount Lemmon Survey |
| 779092 | 2011 ED61                | 12 marzo 2011     | Mount Lemmon Survey |
| 779093 | 2011 EK64                | 9 marzo 2011      | Mount Lemmon Survey |
| 779094 | 2011 EH65                | 22 marzo 2001     | Spacewatch          |
| 779095 | 2011 EH86                | 2 marzo 2011      | CSS                 |
| 779096 | 2011 EV87                | 4 gennaio 2016    | Pan-STARRS          |
| 779097 | 2011 EY88                | 10 febbraio 2011  | Mount Lemmon Survey |
| 779098 | 2011 EW93                | 1 aprile 2016     | Pan-STARRS          |
| 779099 | 2011 EL94                | 10 marzo 2011     | CSS                 |
| 779100 | 2011 EA100               | 9 marzo 2011      | Mount Lemmon Survey |

## 779101–779200
| Nome   | Designazione provvisoria | Data di scoperta  | Scopritore          |
| ------ | ------------------------ | ----------------- | ------------------- |
| 779101 | 2011 EF100               | 14 marzo 2011     | Mount Lemmon Survey |
| 779102 | 2011 EH100               | 13 marzo 2011     | Mount Lemmon Survey |
| 779103 | 2011 ED101               | 14 marzo 2011     | Mount Lemmon Survey |
| 779104 | 2011 EK101               | 11 marzo 2011     | Spacewatch          |
| 779105 | 2011 EP101               | 6 marzo 2011      | Mount Lemmon Survey |
| 779106 | 2011 EU101               | 13 marzo 2011     | Spacewatch          |
| 779107 | 2011 EF102               | 2 marzo 2011      | Spacewatch          |
| 779108 | 2011 EK102               | 12 marzo 2011     | Mount Lemmon Survey |
| 779109 | 2011 EK106               | 2 marzo 2011      | Mount Lemmon Survey |
| 779110 | 2011 ER106               | 9 marzo 2011      | Mount Lemmon Survey |
| 779111 | 2011 EF107               | 4 marzo 2011      | Spacewatch          |
| 779112 | 2011 ER107               | 4 marzo 2011      | Mount Lemmon Survey |
| 779113 | 2011 EH111               | 2 marzo 2011      | Spacewatch          |
| 779114 | 2011 EZ111               | 4 marzo 2011      | Mount Lemmon Survey |
| 779115 | 2011 EA112               | 14 marzo 2011     | Mount Lemmon Survey |
| 779116 | 2011 EJ112               | 4 marzo 2011      | Mount Lemmon Survey |
| 779117 | 2011 EA114               | 14 marzo 2011     | Mount Lemmon Survey |
| 779118 | 2011 EK115               | 2 marzo 2011      | Mount Lemmon Survey |
| 779119 | 2011 FH                  | 9 gennaio 2011    | Mount Lemmon Survey |
| 779120 | 2011 FW5                 | 26 marzo 2011     | Mount Lemmon Survey |
| 779121 | 2011 FX14                | 28 marzo 2011     | Mount Lemmon Survey |
| 779122 | 2011 FP16                | 2 aprile 2006     | Mount Lemmon Survey |
| 779123 | 2011 FS40                | 31 marzo 2011     | L. Elenin           |
| 779124 | 2011 FC47                | 29 marzo 2011     | Spacewatch          |
| 779125 | 2011 FV52                | 28 marzo 2011     | Mount Lemmon Survey |
| 779126 | 2011 FM60                | 25 febbraio 2011  | Mount Lemmon Survey |
| 779127 | 2011 FU63                | 30 marzo 2011     | Mount Lemmon Survey |
| 779128 | 2011 FM64                | 17 novembre 2009  | Mount Lemmon Survey |
| 779129 | 2011 FX64                | 30 marzo 2011     | Mount Lemmon Survey |
| 779130 | 2011 FA73                | 27 marzo 2011     | Mount Lemmon Survey |
| 779131 | 2011 FM73                | 25 febbraio 2011  | Mount Lemmon Survey |
| 779132 | 2011 FT75                | 1 marzo 2011      | Mount Lemmon Survey |
| 779133 | 2011 FH77                | 1 marzo 2011      | Mount Lemmon Survey |
| 779134 | 2011 FA82                | 20 agosto 2023    | Pan-STARRS 2        |
| 779135 | 2011 FE94                | 29 marzo 2011     | Mount Lemmon Survey |
| 779136 | 2011 FJ94                | 29 marzo 2011     | Mount Lemmon Survey |
| 779137 | 2011 FH95                | 29 marzo 2011     | Mount Lemmon Survey |
| 779138 | 2011 FC100               | 30 marzo 2011     | Mount Lemmon Survey |
| 779139 | 2011 FM101               | 30 marzo 2011     | Mount Lemmon Survey |
| 779140 | 2011 FB102               | 31 marzo 2011     | Pan-STARRS          |
| 779141 | 2011 FO105               | 2 aprile 2011     | Pan-STARRS          |
| 779142 | 2011 FB106               | 5 aprile 2011     | Mount Lemmon Survey |
| 779143 | 2011 FZ108               | 21 settembre 2008 | Mount Lemmon Survey |
| 779144 | 2011 FF111               | 1 aprile 2011     | Mount Lemmon Survey |
| 779145 | 2011 FZ113               | 1 aprile 2011     | Mount Lemmon Survey |
| 779146 | 2011 FQ114               | 2 aprile 2011     | Mount Lemmon Survey |
| 779147 | 2011 FC115               | 10 ottobre 2008   | Mount Lemmon Survey |
| 779148 | 2011 FM119               | 1 aprile 2011     | Mount Lemmon Survey |
| 779149 | 2011 FW121               | 5 aprile 2011     | Mount Lemmon Survey |
| 779150 | 2011 FD122               | 5 aprile 2011     | Mount Lemmon Survey |
| 779151 | 2011 FO124               | 1 aprile 2011     | Mount Lemmon Survey |
| 779152 | 2011 FY137               | 29 marzo 2011     | Mount Lemmon Survey |
| 779153 | 2011 FT138               | 10 marzo 2011     | PMO NEO             |
| 779154 | 2011 FL150               | 26 marzo 2011     | Mount Lemmon Survey |
| 779155 | 2011 FE166               | 24 luglio 2017    | Pan-STARRS          |
| 779156 | 2011 FS166               | 12 gennaio 2016   | Pan-STARRS          |
| 779157 | 2011 FT166               | 7 gennaio 2016    | Pan-STARRS          |
| 779158 | 2011 FY167               | 26 marzo 2011     | Pan-STARRS          |
| 779159 | 2011 FB170               | 28 marzo 2011     | Mount Lemmon Survey |
| 779160 | 2011 FT170               | 28 marzo 2011     | Mount Lemmon Survey |
| 779161 | 2011 FU172               | 30 marzo 2011     | Mount Lemmon Survey |
| 779162 | 2011 FY172               | 5 febbraio 2016   | Pan-STARRS          |
| 779163 | 2011 GL1                 | 11 marzo 2011     | Mount Lemmon Survey |
| 779164 | 2011 GA7                 | 14 marzo 2011     | Spacewatch          |
| 779165 | 2011 GY9                 | 1 aprile 2011     | Mount Lemmon Survey |
| 779166 | 2011 GU15                | 1 aprile 2011     | Mount Lemmon Survey |
| 779167 | 2011 GG17                | 1 aprile 2011     | Mount Lemmon Survey |
| 779168 | 2011 GN18                | 2 aprile 2011     | Mount Lemmon Survey |
| 779169 | 2011 GR18                | 21 settembre 2003 | Spacewatch          |
| 779170 | 2011 GJ20                | 24 settembre 2008 | Mount Lemmon Survey |
| 779171 | 2011 GJ23                | 4 aprile 2011     | Mount Lemmon Survey |
| 779172 | 2011 GY33                | 3 aprile 2011     | Pan-STARRS          |
| 779173 | 2011 GC46                | 4 aprile 2011     | Mount Lemmon Survey |
| 779174 | 2011 GT47                | 3 aprile 2011     | Pan-STARRS          |
| 779175 | 2011 GW51                | 5 aprile 2011     | Mount Lemmon Survey |
| 779176 | 2011 GX58                | 1 aprile 2011     | Mount Lemmon Survey |
| 779177 | 2011 GH68                | 2 aprile 2011     | Pan-STARRS          |
| 779178 | 2011 GC73                | 2 aprile 2011     | Spacewatch          |
| 779179 | 2011 GU78                | 13 aprile 2011    | Mount Lemmon Survey |
| 779180 | 2011 GU90                | 2 aprile 2011     | Spacewatch          |
| 779181 | 2011 GT95                | 1 settembre 2013  | Mount Lemmon Survey |
| 779182 | 2011 GH96                | 1 settembre 2013  | Mount Lemmon Survey |
| 779183 | 2011 GD97                | 14 settembre 2013 | Pan-STARRS          |
| 779184 | 2011 GM98                | 15 aprile 2016    | Pan-STARRS          |
| 779185 | 2011 GJ99                | 9 febbraio 2016   | Pan-STARRS          |
| 779186 | 2011 GV99                | 2 aprile 2011     | Mount Lemmon Survey |
| 779187 | 2011 GB102               | 5 aprile 2011     | Mount Lemmon Survey |
| 779188 | 2011 GC105               | 2 aprile 2011     | Spacewatch          |
| 779189 | 2011 GK108               | 11 aprile 2011    | Mount Lemmon Survey |
| 779190 | 2011 GO109               | 3 aprile 2011     | Pan-STARRS          |
| 779191 | 2011 GC110               | 12 aprile 2011    | Mount Lemmon Survey |
| 779192 | 2011 GZ110               | 6 aprile 2011     | Mount Lemmon Survey |
| 779193 | 2011 GA111               | 13 aprile 2011    | Spacewatch          |
| 779194 | 2011 HU15                | 24 aprile 2011    | Mount Lemmon Survey |
| 779195 | 2011 HG22                | 20 novembre 2009  | Spacewatch          |
| 779196 | 2011 HJ34                | 24 aprile 2011    | Spacewatch          |
| 779197 | 2011 HU43                | 27 aprile 2011    | Pan-STARRS          |
| 779198 | 2011 HP71                | 26 aprile 2011    | Mount Lemmon Survey |
| 779199 | 2011 HY87                | 28 aprile 2011    | Mount Lemmon Survey |
| 779200 | 2011 HY106               | 30 aprile 2011    | Pan-STARRS          |

## 779201–779300
| Nome   | Designazione provvisoria | Data di scoperta  | Scopritore                                               |
| ------ | ------------------------ | ----------------- | -------------------------------------------------------- |
| 779201 | 2011 HK109               | 13 marzo 2016     | Pan-STARRS                                               |
| 779202 | 2011 HY110               | 17 giugno 2018    | Pan-STARRS                                               |
| 779203 | 2011 HR111               | 17 novembre 2014  | Pan-STARRS                                               |
| 779204 | 2011 HU111               | 26 aprile 2011    | Mount Lemmon Survey                                      |
| 779205 | 2011 HV113               | 13 aprile 2011    | Mount Lemmon Survey                                      |
| 779206 | 2011 JP4                 | 22 aprile 2011    | Spacewatch                                               |
| 779207 | 2011 JU5                 | 1 maggio 2011     | Pan-STARRS                                               |
| 779208 | 2011 JT14                | 28 aprile 2011    | Spacewatch                                               |
| 779209 | 2011 JG18                | 1 maggio 2011     | Pan-STARRS                                               |
| 779210 | 2011 JA22                | 1 maggio 2011     | Pan-STARRS                                               |
| 779211 | 2011 JH34                | 8 maggio 2011     | Mount Lemmon Survey                                      |
| 779212 | 2011 JR35                | 13 luglio 2018    | Pan-STARRS                                               |
| 779213 | 2011 JJ37                | 12 maggio 2011    | Mount Lemmon Survey                                      |
| 779214 | 2011 JJ38                | 13 maggio 2011    | Mount Lemmon Survey                                      |
| 779215 | 2011 JG39                | 1 maggio 2011     | Pan-STARRS                                               |
| 779216 | 2011 KR14                | 29 marzo 2011     | Spacewatch                                               |
| 779217 | 2011 KK20                | 3 maggio 2011     | Spacewatch                                               |
| 779218 | 2011 KK26                | 21 maggio 2011    | Mount Lemmon Survey                                      |
| 779219 | 2011 KU45                | 29 maggio 2011    | Mount Lemmon Survey                                      |
| 779220 | 2011 KL50                | 17 febbraio 2015  | Pan-STARRS                                               |
| 779221 | 2011 KO53                | 28 maggio 2011    | Mount Lemmon Survey                                      |
| 779222 | 2011 KT55                | 24 maggio 2011    | Pan-STARRS                                               |
| 779223 | 2011 KQ57                | 24 maggio 2011    | Mount Lemmon Survey                                      |
| 779224 | 2011 LX8                 | 26 maggio 2011    | Spacewatch                                               |
| 779225 | 2011 LS11                | 28 maggio 2011    | Mount Lemmon Survey                                      |
| 779226 | 2011 LJ22                | 24 maggio 2011    | Mount Lemmon Survey                                      |
| 779227 | 2011 LK22                | 27 maggio 2011    | Spacewatch                                               |
| 779228 | 2011 LM23                | 5 giugno 2011     | Mount Lemmon Survey                                      |
| 779229 | 2011 LX30                | 31 marzo 2016     | Pan-STARRS                                               |
| 779230 | 2011 LH35                | 5 giugno 2011     | Spacewatch                                               |
| 779231 | 2011 MH8                 | 24 giugno 2011    | Mount Lemmon Survey                                      |
| 779232 | 2011 MH12                | 26 giugno 2011    | Mount Lemmon Survey                                      |
| 779233 | 2011 MZ13                | 10 ottobre 2012   | Mount Lemmon Survey                                      |
| 779234 | 2011 MT14                | 22 giugno 2011    | Mount Lemmon Survey                                      |
| 779235 | 2011 ME15                | 25 aprile 2015    | Pan-STARRS                                               |
| 779236 | 2011 ML16                | 15 aprile 2015    | Research and Education Collaborative Occultation Network |
| 779237 | 2011 NJ3                 | 3 giugno 2011     | Mount Lemmon Survey                                      |
| 779238 | 2011 NH6                 | 1 luglio 2011     | Spacewatch                                               |
| 779239 | 2011 NV6                 | 1 luglio 2011     | Spacewatch                                               |
| 779240 | 2011 NC7                 | 2 luglio 2011     | Mount Lemmon Survey                                      |
| 779241 | 2011 OF9                 | 27 luglio 2011    | Pan-STARRS                                               |
| 779242 | 2011 OF16                | 26 luglio 2011    | Pan-STARRS                                               |
| 779243 | 2011 OW18                | 3 marzo 2009      | Spacewatch                                               |
| 779244 | 2011 OR21                | 24 giugno 2011    | Spacewatch                                               |
| 779245 | 2011 OJ24                | 24 luglio 2011    | Haleakala-Faulkes                                        |
| 779246 | 2011 OY27                | 27 giugno 2011    | Spacewatch                                               |
| 779247 | 2011 OR45                | 28 luglio 2011    | Pan-STARRS                                               |
| 779248 | 2011 OW62                | 28 luglio 2011    | Pan-STARRS                                               |
| 779249 | 2011 OL63                | 31 dicembre 2013  | Spacewatch                                               |
| 779250 | 2011 OT63                | 15 agosto 2017    | Pan-STARRS                                               |
| 779251 | 2011 OO64                | 27 luglio 2011    | Pan-STARRS                                               |
| 779252 | 2011 OM66                | 12 dicembre 2012  | Mount Lemmon Survey                                      |
| 779253 | 2011 OR66                | 1 settembre 2017  | Pan-STARRS                                               |
| 779254 | 2011 OV66                | 20 gennaio 2015   | Pan-STARRS                                               |
| 779255 | 2011 OT67                | 28 luglio 2011    | Pan-STARRS                                               |
| 779256 | 2011 OG70                | 27 luglio 2011    | Pan-STARRS                                               |
| 779257 | 2011 OE73                | 28 luglio 2011    | Pan-STARRS                                               |
| 779258 | 2011 OF73                | 25 luglio 2011    | Pan-STARRS                                               |
| 779259 | 2011 OA74                | 13 gennaio 2008   | Spacewatch                                               |
| 779260 | 2011 OE75                | 28 luglio 2011    | Pan-STARRS                                               |
| 779261 | 2011 OH76                | 27 luglio 2011    | Pan-STARRS                                               |
| 779262 | 2011 OS76                | 28 luglio 2011    | Pan-STARRS                                               |
| 779263 | 2011 OB77                | 28 luglio 2011    | Pan-STARRS                                               |
| 779264 | 2011 OE77                | 28 luglio 2011    | Pan-STARRS                                               |
| 779265 | 2011 OU77                | 27 luglio 2011    | Pan-STARRS                                               |
| 779266 | 2011 OZ77                | 27 luglio 2011    | Pan-STARRS                                               |
| 779267 | 2011 OB78                | 27 luglio 2011    | Pan-STARRS                                               |
| 779268 | 2011 OC78                | 28 luglio 2011    | Pan-STARRS                                               |
| 779269 | 2011 PN17                | 21 ottobre 2012   | Pan-STARRS                                               |
| 779270 | 2011 PM18                | 30 settembre 2017 | Pan-STARRS                                               |
| 779271 | 2011 PZ18                | 6 agosto 2011     | Pan-STARRS                                               |
| 779272 | 2011 PJ20                | 12 agosto 2015    | Pan-STARRS                                               |
| 779273 | 2011 PM20                | 21 settembre 2017 | Pan-STARRS                                               |
| 779274 | 2011 PZ20                | 6 agosto 2011     | Pan-STARRS                                               |
| 779275 | 2011 PF21                | 1 novembre 2011   | Mount Lemmon Survey                                      |
| 779276 | 2011 PW22                | 6 agosto 2011     | Pan-STARRS                                               |
| 779277 | 2011 PF23                | 11 luglio 2016    | Pan-STARRS                                               |
| 779278 | 2011 PY23                | 1 agosto 2011     | R. Holmes                                                |
| 779279 | 2011 QZ4                 | 21 agosto 2011    | Pan-STARRS                                               |
| 779280 | 2011 QS5                 | 21 agosto 2011    | Pan-STARRS                                               |
| 779281 | 2011 QV6                 | 2 agosto 2011     | Pan-STARRS                                               |
| 779282 | 2011 QA11                | 20 agosto 2011    | Pan-STARRS                                               |
| 779283 | 2011 QK20                | 23 agosto 2011    | Pan-STARRS                                               |
| 779284 | 2011 QH46                | 29 agosto 2011    | K. Sárneczky                                             |
| 779285 | 2011 QG53                | 29 agosto 2011    | Spacewatch                                               |
| 779286 | 2011 QJ57                | 31 luglio 2011    | L. Elenin                                                |
| 779287 | 2011 QK59                | 26 settembre 2006 | Spacewatch                                               |
| 779288 | 2011 QE76                | 23 agosto 2011    | Pan-STARRS                                               |
| 779289 | 2011 QL79                | 23 agosto 2011    | Pan-STARRS                                               |
| 779290 | 2011 QT81                | 24 agosto 2011    | Pan-STARRS                                               |
| 779291 | 2011 QP85                | 25 agosto 2011    | Osservatorio astronomico di Maiorca                      |
| 779292 | 2011 QD86                | 26 agosto 2011    | Pan-STARRS                                               |
| 779293 | 2011 QO99                | 29 agosto 2011    | Pan-STARRS                                               |
| 779294 | 2011 QR101               | 13 settembre 2017 | Pan-STARRS                                               |
| 779295 | 2011 QX101               | 23 agosto 2011    | Pan-STARRS                                               |
| 779296 | 2011 QF103               | 27 agosto 2011    | Pan-STARRS                                               |
| 779297 | 2011 QX105               | 25 novembre 2016  | Mount Lemmon Survey                                      |
| 779298 | 2011 QJ108               | 30 agosto 2011    | Spacewatch                                               |
| 779299 | 2011 QO108               | 7 ottobre 2016    | Pan-STARRS                                               |
| 779300 | 2011 QY108               | 31 agosto 2011    | Pan-STARRS                                               |

## 779301–779400
| Nome   | Designazione provvisoria | Data di scoperta  | Scopritore                          |
| ------ | ------------------------ | ----------------- | ----------------------------------- |
| 779301 | 2011 QP110               | 23 agosto 2011    | Pan-STARRS                          |
| 779302 | 2011 QV110               | 27 agosto 2011    | Pan-STARRS                          |
| 779303 | 2011 QE114               | 24 agosto 2011    | Pan-STARRS                          |
| 779304 | 2011 QA118               | 30 agosto 2011    | Pan-STARRS                          |
| 779305 | 2011 QK119               | 24 agosto 2011    | Pan-STARRS                          |
| 779306 | 2011 RL5                 | 5 settembre 2011  | Pan-STARRS                          |
| 779307 | 2011 RK12                | 4 settembre 2011  | Pan-STARRS                          |
| 779308 | 2011 RN18                | 8 settembre 2011  | Spacewatch                          |
| 779309 | 2011 RU20                | 2 settembre 2011  | Pan-STARRS                          |
| 779310 | 2011 RW20                | 2 settembre 2011  | Pan-STARRS                          |
| 779311 | 2011 RP21                | 2 settembre 2011  | Pan-STARRS                          |
| 779312 | 2011 RW21                | 4 settembre 2011  | Pan-STARRS                          |
| 779313 | 2011 RC22                | 2 settembre 2011  | Pan-STARRS                          |
| 779314 | 2011 RD22                | 4 settembre 2011  | Pan-STARRS                          |
| 779315 | 2011 RQ22                | 7 settembre 2011  | Spacewatch                          |
| 779316 | 2011 RU22                | 4 settembre 2011  | Pan-STARRS                          |
| 779317 | 2011 RA23                | 4 settembre 2011  | Pan-STARRS                          |
| 779318 | 2011 RL23                | 2 settembre 2011  | Pan-STARRS                          |
| 779319 | 2011 RL25                | 7 agosto 2016     | Pan-STARRS                          |
| 779320 | 2011 RM26                | 4 settembre 2011  | Pan-STARRS                          |
| 779321 | 2011 RZ27                | 4 settembre 2011  | Pan-STARRS                          |
| 779322 | 2011 RA28                | 4 settembre 2011  | Spacewatch                          |
| 779323 | 2011 RK28                | 4 settembre 2011  | Pan-STARRS                          |
| 779324 | 2011 RQ28                | 5 settembre 2011  | Pan-STARRS                          |
| 779325 | 2011 RU29                | 2 settembre 2011  | Pan-STARRS                          |
| 779326 | 2011 RH30                | 4 settembre 2011  | Pan-STARRS                          |
| 779327 | 2011 RQ30                | 4 settembre 2011  | Pan-STARRS                          |
| 779328 | 2011 RT31                | 4 settembre 2011  | Pan-STARRS                          |
| 779329 | 2011 RN32                | 2 settembre 2011  | Pan-STARRS                          |
| 779330 | 2011 RL33                | 2 settembre 2011  | Pan-STARRS                          |
| 779331 | 2011 RT33                | 4 settembre 2011  | Pan-STARRS                          |
| 779332 | 2011 RX34                | 4 settembre 2011  | Pan-STARRS                          |
| 779333 | 2011 RK40                | 4 settembre 2011  | Pan-STARRS                          |
| 779334 | 2011 RO40                | 2 settembre 2011  | Pan-STARRS                          |
| 779335 | 2011 RJ41                | 2 settembre 2011  | Pan-STARRS                          |
| 779336 | 2011 RU41                | 4 settembre 2011  | Pan-STARRS                          |
| 779337 | 2011 RV41                | 4 settembre 2011  | Pan-STARRS                          |
| 779338 | 2011 SC2                 | 17 settembre 2011 | Pan-STARRS                          |
| 779339 | 2011 SK9                 | 19 settembre 2011 | Mount Lemmon Survey                 |
| 779340 | 2011 SZ10                | 19 settembre 2011 | Pan-STARRS                          |
| 779341 | 2011 SO11                | 4 settembre 2011  | Pan-STARRS                          |
| 779342 | 2011 SE12                | 16 ottobre 2007   | CSS                                 |
| 779343 | 2011 SG13                | 22 settembre 2003 | Spacewatch                          |
| 779344 | 2011 SV16                | 19 settembre 2011 | Mount Lemmon Survey                 |
| 779345 | 2011 SW16                | 30 agosto 2011    | Pan-STARRS                          |
| 779346 | 2011 SF17                | 19 settembre 2011 | Mount Lemmon Survey                 |
| 779347 | 2011 SA20                | 30 agosto 2011    | K. Sárneczky                        |
| 779348 | 2011 SA30                | 20 settembre 2011 | Mount Lemmon Survey                 |
| 779349 | 2011 SF31                | 21 settembre 2011 | Mount Lemmon Survey                 |
| 779350 | 2011 SA32                | 21 settembre 2011 | Mount Lemmon Survey                 |
| 779351 | 2011 SN44                | 18 settembre 2011 | Mount Lemmon Survey                 |
| 779352 | 2011 SV45                | 2 novembre 2007   | Spacewatch                          |
| 779353 | 2011 SF46                | 28 febbraio 2009  | Mount Lemmon Survey                 |
| 779354 | 2011 SP48                | 7 ottobre 2007    | Mount Lemmon Survey                 |
| 779355 | 2011 SJ49                | 20 settembre 2011 | Mount Lemmon Survey                 |
| 779356 | 2011 SN54                | 23 settembre 2011 | Pan-STARRS                          |
| 779357 | 2011 SW54                | 23 settembre 2011 | Pan-STARRS                          |
| 779358 | 2011 SM55                | 23 settembre 2011 | Pan-STARRS                          |
| 779359 | 2011 SN73                | 4 settembre 2011  | Pan-STARRS                          |
| 779360 | 2011 SU75                | 20 settembre 2011 | Mount Lemmon Survey                 |
| 779361 | 2011 SF76                | 4 settembre 2011  | Pan-STARRS                          |
| 779362 | 2011 SR76                | 20 settembre 2011 | Mount Lemmon Survey                 |
| 779363 | 2011 SR78                | 20 settembre 2011 | Mount Lemmon Survey                 |
| 779364 | 2011 SZ79                | 20 settembre 2011 | Mount Lemmon Survey                 |
| 779365 | 2011 SB85                | 21 settembre 2011 | Spacewatch                          |
| 779366 | 2011 SQ85                | 21 settembre 2011 | Spacewatch                          |
| 779367 | 2011 SD89                | 19 novembre 2007  | Spacewatch                          |
| 779368 | 2011 SV93                | 10 agosto 2011    | Pan-STARRS                          |
| 779369 | 2011 SQ94                | 24 settembre 2011 | Mount Lemmon Survey                 |
| 779370 | 2011 SD96                | 9 ottobre 2007    | Spacewatch                          |
| 779371 | 2011 SA99                | 23 settembre 2011 | Mount Lemmon Survey                 |
| 779372 | 2011 SD116               | 21 settembre 2011 | Pan-STARRS                          |
| 779373 | 2011 ST119               | 13 dicembre 2007  | LINEAR                              |
| 779374 | 2011 SW129               | 23 settembre 2011 | Pan-STARRS                          |
| 779375 | 2011 SW137               | 23 settembre 2011 | Mount Lemmon Survey                 |
| 779376 | 2011 SA138               | 23 settembre 2011 | Mount Lemmon Survey                 |
| 779377 | 2011 SN143               | 23 settembre 2011 | Pan-STARRS                          |
| 779378 | 2011 SQ147               | 11 ottobre 2007   | Spacewatch                          |
| 779379 | 2011 SO148               | 26 settembre 2011 | Mount Lemmon Survey                 |
| 779380 | 2011 SQ148               | 26 settembre 2011 | Mount Lemmon Survey                 |
| 779381 | 2011 SV148               | 28 settembre 2000 | Spacewatch                          |
| 779382 | 2011 SO149               | 8 settembre 2011  | Spacewatch                          |
| 779383 | 2011 SK150               | 3 luglio 2005     | Mount Lemmon Survey                 |
| 779384 | 2011 SW151               | 26 settembre 2011 | Pan-STARRS                          |
| 779385 | 2011 SJ153               | 26 settembre 2011 | Pan-STARRS                          |
| 779386 | 2011 SJ154               | 26 settembre 2011 | Pan-STARRS                          |
| 779387 | 2011 SJ157               | 26 settembre 2011 | Pan-STARRS                          |
| 779388 | 2011 SM158               | 22 settembre 2011 | Spacewatch                          |
| 779389 | 2011 SH162               | 23 settembre 2011 | Spacewatch                          |
| 779390 | 2011 SZ163               | 23 settembre 2011 | Pan-STARRS                          |
| 779391 | 2011 SB194               | 8 settembre 2011  | Spacewatch                          |
| 779392 | 2011 SE197               | 18 settembre 2011 | Mount Lemmon Survey                 |
| 779393 | 2011 SA201               | 15 marzo 2004     | Spacewatch                          |
| 779394 | 2011 SC201               | 18 settembre 2011 | Mount Lemmon Survey                 |
| 779395 | 2011 SR210               | 9 ottobre 2007    | Mount Lemmon Survey                 |
| 779396 | 2011 SY217               | 24 settembre 2011 | Mount Lemmon Survey                 |
| 779397 | 2011 SB218               | 24 settembre 2011 | Pan-STARRS                          |
| 779398 | 2011 SC227               | 20 settembre 2011 | Osservatorio astronomico di Maiorca |
| 779399 | 2011 SX228               | 29 settembre 2011 | K. Sárneczky                        |
| 779400 | 2011 SY231               | 25 settembre 2011 | Pan-STARRS                          |

## 779401–779500
| Nome   | Designazione provvisoria | Data di scoperta  | Scopritore          |
| ------ | ------------------------ | ----------------- | ------------------- |
| 779401 | 2011 SD232               | 30 settembre 2011 | Mount Lemmon Survey |
| 779402 | 2011 ST237               | 4 settembre 2011  | Pan-STARRS          |
| 779403 | 2011 SX241               | 26 settembre 2011 | Mount Lemmon Survey |
| 779404 | 2011 SA243               | 3 novembre 2007   | Mount Lemmon Survey |
| 779405 | 2011 SL243               | 26 settembre 2011 | Pan-STARRS          |
| 779406 | 2011 SY244               | 10 aprile 2005    | DES                 |
| 779407 | 2011 SH247               | 29 settembre 2011 | Mount Lemmon Survey |
| 779408 | 2011 SZ247               | 29 settembre 1994 | Spacewatch          |
| 779409 | 2011 SU253               | 8 settembre 2011  | Spacewatch          |
| 779410 | 2011 SG257               | 23 settembre 2011 | Spacewatch          |
| 779411 | 2011 ST267               | 21 settembre 2011 | Pan-STARRS          |
| 779412 | 2011 ST273               | 5 luglio 2011     | Pan-STARRS          |
| 779413 | 2011 SX274               | 23 settembre 2011 | Pan-STARRS          |
| 779414 | 2011 SJ278               | 18 settembre 2011 | Mount Lemmon Survey |
| 779415 | 2011 ST279               | 24 settembre 2011 | Pan-STARRS          |
| 779416 | 2011 SG280               | 26 settembre 2011 | Spacewatch          |
| 779417 | 2011 SW280               | 23 settembre 2011 | Pan-STARRS          |
| 779418 | 2011 SR282               | 19 gennaio 2013   | Spacewatch          |
| 779419 | 2011 SV282               | 19 settembre 2011 | Pan-STARRS          |
| 779420 | 2011 SN284               | 29 settembre 2011 | Mount Lemmon Survey |
| 779421 | 2011 SB285               | 21 settembre 2011 | Mount Lemmon Survey |
| 779422 | 2011 SS285               | 19 settembre 2011 | Pan-STARRS          |
| 779423 | 2011 SQ286               | 23 settembre 2011 | Mount Lemmon Survey |
| 779424 | 2011 SA287               | 25 settembre 2011 | Pan-STARRS          |
| 779425 | 2011 SJ287               | 1 agosto 2016     | Pan-STARRS          |
| 779426 | 2011 SW287               | 24 settembre 2011 | Pan-STARRS          |
| 779427 | 2011 SA288               | 7 agosto 2016     | Pan-STARRS          |
| 779428 | 2011 SM288               | 25 settembre 2011 | Pan-STARRS          |
| 779429 | 2011 SQ288               | 8 agosto 2016     | Pan-STARRS          |
| 779430 | 2011 SJ290               | 19 settembre 2011 | Mount Lemmon Survey |
| 779431 | 2011 SX291               | 9 luglio 2016     | Pan-STARRS          |
| 779432 | 2011 SS293               | 25 settembre 2011 | Pan-STARRS          |
| 779433 | 2011 SZ293               | 26 settembre 2011 | Pan-STARRS          |
| 779434 | 2011 SF295               | 26 maggio 2014    | Pan-STARRS          |
| 779435 | 2011 SC296               | 27 settembre 2017 | Mount Lemmon Survey |
| 779436 | 2011 SH296               | 24 settembre 2011 | Pan-STARRS          |
| 779437 | 2011 SE298               | 28 maggio 2014    | Pan-STARRS          |
| 779438 | 2011 SS301               | 25 agosto 2011    | K. Sárneczky        |
| 779439 | 2011 SF302               | 23 settembre 2011 | Mount Lemmon Survey |
| 779440 | 2011 SP302               | 22 giugno 2015    | Pan-STARRS          |
| 779441 | 2011 ST302               | 21 settembre 2011 | Spacewatch          |
| 779442 | 2011 SG303               | 29 giugno 2015    | Pan-STARRS          |
| 779443 | 2011 SN303               | 3 agosto 2016     | Pan-STARRS          |
| 779444 | 2011 SA304               | 19 aprile 2015    | CTIO-DECam          |
| 779445 | 2011 ST304               | 12 giugno 2015    | Mount Lemmon Survey |
| 779446 | 2011 SY304               | 20 settembre 2011 | Mount Lemmon Survey |
| 779447 | 2011 SC305               | 8 dicembre 2012   | Mount Lemmon Survey |
| 779448 | 2011 SJ305               | 26 settembre 2011 | Pan-STARRS          |
| 779449 | 2011 SQ305               | 21 maggio 2015    | Pan-STARRS          |
| 779450 | 2011 SU306               | 24 settembre 2011 | Pan-STARRS          |
| 779451 | 2011 SM307               | 19 settembre 2011 | Mount Lemmon Survey |
| 779452 | 2011 SW308               | 24 settembre 2011 | Pan-STARRS          |
| 779453 | 2011 SY308               | 20 settembre 2011 | Pan-STARRS          |
| 779454 | 2011 SU309               | 23 settembre 2011 | Pan-STARRS          |
| 779455 | 2011 SG310               | 29 settembre 2011 | Spacewatch          |
| 779456 | 2011 SR310               | 29 settembre 2011 | Mount Lemmon Survey |
| 779457 | 2011 ST310               | 25 settembre 2011 | Pan-STARRS          |
| 779458 | 2011 SV312               | 27 settembre 2011 | Mount Lemmon Survey |
| 779459 | 2011 SQ315               | 22 settembre 2011 | Spacewatch          |
| 779460 | 2011 SD318               | 20 novembre 2003  | SDSS                |
| 779461 | 2011 SW318               | 23 settembre 2011 | Spacewatch          |
| 779462 | 2011 SQ319               | 18 settembre 2011 | Mount Lemmon Survey |
| 779463 | 2011 SK320               | 24 settembre 2011 | Pan-STARRS          |
| 779464 | 2011 SE321               | 27 settembre 2011 | Mount Lemmon Survey |
| 779465 | 2011 SR321               | 19 settembre 2011 | CSS                 |
| 779466 | 2011 SU321               | 29 settembre 2011 | Mount Lemmon Survey |
| 779467 | 2011 SO322               | 22 settembre 2011 | Spacewatch          |
| 779468 | 2011 SO323               | 18 settembre 2011 | Mount Lemmon Survey |
| 779469 | 2011 ST323               | 25 settembre 2011 | Pan-STARRS          |
| 779470 | 2011 SU326               | 21 settembre 2011 | Mount Lemmon Survey |
| 779471 | 2011 SU328               | 21 settembre 2011 | Pan-STARRS          |
| 779472 | 2011 ST330               | 21 settembre 2011 | Mount Lemmon Survey |
| 779473 | 2011 SB331               | 24 settembre 2011 | Spacewatch          |
| 779474 | 2011 SR331               | 23 settembre 2011 | Spacewatch          |
| 779475 | 2011 SL332               | 25 settembre 2011 | Pan-STARRS          |
| 779476 | 2011 SK334               | 28 settembre 2011 | Spacewatch          |
| 779477 | 2011 SL334               | 24 settembre 2011 | Mount Lemmon Survey |
| 779478 | 2011 SM335               | 27 settembre 2011 | Mount Lemmon Survey |
| 779479 | 2011 SQ338               | 22 settembre 2011 | Spacewatch          |
| 779480 | 2011 SF346               | 20 settembre 2011 | Spacewatch          |
| 779481 | 2011 SH346               | 26 settembre 2011 | Mount Lemmon Survey |
| 779482 | 2011 SM346               | 23 settembre 2011 | Spacewatch          |
| 779483 | 2011 SB347               | 20 settembre 2011 | Pan-STARRS          |
| 779484 | 2011 SY347               | 18 settembre 2011 | Mount Lemmon Survey |
| 779485 | 2011 SB350               | 25 settembre 2011 | Pan-STARRS          |
| 779486 | 2011 SV350               | 19 settembre 2011 | Pan-STARRS          |
| 779487 | 2011 SR352               | 23 settembre 2011 | Pan-STARRS          |
| 779488 | 2011 SJ354               | 29 settembre 2011 | Mount Lemmon Survey |
| 779489 | 2011 SS354               | 12 febbraio 2008  | Spacewatch          |
| 779490 | 2011 SZ354               | 27 settembre 2011 | Mount Lemmon Survey |
| 779491 | 2011 SM355               | 29 settembre 2011 | Spacewatch          |
| 779492 | 2011 SV358               | 19 settembre 2011 | Mount Lemmon Survey |
| 779493 | 2011 SD360               | 24 settembre 2011 | Mount Lemmon Survey |
| 779494 | 2011 SL360               | 24 settembre 2011 | Pan-STARRS          |
| 779495 | 2011 SS363               | 29 settembre 2011 | Mount Lemmon Survey |
| 779496 | 2011 TQ18                | 14 marzo 2013     | Mount Lemmon Survey |
| 779497 | 2011 TX18                | 4 ottobre 2011    | K. Sárneczky        |
| 779498 | 2011 TH19                | 5 ottobre 2011    | K. Sárneczky        |
| 779499 | 2011 TU19                | 28 febbraio 2014  | Pan-STARRS          |
| 779500 | 2011 TY21                | 3 ottobre 2011    | K. Sárneczky        |

## 779501–779600
| Nome   | Designazione provvisoria | Data di scoperta  | Scopritore                 |
| ------ | ------------------------ | ----------------- | -------------------------- |
| 779501 | 2011 UG                  | 24 settembre 2011 | Pan-STARRS                 |
| 779502 | 2011 UM9                 | 18 ottobre 2011   | Mount Lemmon Survey        |
| 779503 | 2011 UW15                | 18 ottobre 2011   | Spacewatch                 |
| 779504 | 2011 UB16                | 18 ottobre 2011   | Mount Lemmon Survey        |
| 779505 | 2011 UT18                | 23 settembre 2011 | Pan-STARRS                 |
| 779506 | 2011 UX30                | 18 ottobre 2011   | Mount Lemmon Survey        |
| 779507 | 2011 UY33                | 19 ottobre 2011   | Pan-STARRS                 |
| 779508 | 2011 UQ34                | 28 settembre 2011 | Mount Lemmon Survey        |
| 779509 | 2011 UD35                | 19 ottobre 2011   | Mount Lemmon Survey        |
| 779510 | 2011 UN36                | 19 ottobre 2011   | Mount Lemmon Survey        |
| 779511 | 2011 UG42                | 28 settembre 2011 | Mount Lemmon Survey        |
| 779512 | 2011 UL42                | 19 ottobre 2011   | L. Elenin                  |
| 779513 | 2011 UP43                | 22 settembre 2011 | Spacewatch                 |
| 779514 | 2011 UA47                | 18 ottobre 2011   | Spacewatch                 |
| 779515 | 2011 UT50                | 18 ottobre 2011   | Spacewatch                 |
| 779516 | 2011 UV52                | 18 ottobre 2011   | Spacewatch                 |
| 779517 | 2011 UA61                | 21 ottobre 2011   | Mount Lemmon Survey        |
| 779518 | 2011 UB61                | 21 ottobre 2011   | Mount Lemmon Survey        |
| 779519 | 2011 UO66                | 20 ottobre 2011   | Mount Lemmon Survey        |
| 779520 | 2011 UC69                | 29 settembre 2011 | Mount Lemmon Survey        |
| 779521 | 2011 UX71                | 1 novembre 2007   | Spacewatch                 |
| 779522 | 2011 UD85                | 19 ottobre 2011   | Spacewatch                 |
| 779523 | 2011 UA93                | 30 settembre 2011 | Spacewatch                 |
| 779524 | 2011 UO93                | 18 ottobre 2011   | Mount Lemmon Survey        |
| 779525 | 2011 UG96                | 19 ottobre 2011   | Mount Lemmon Survey        |
| 779526 | 2011 UP100               | 20 ottobre 2011   | Mount Lemmon Survey        |
| 779527 | 2011 UB101               | 20 ottobre 2011   | Mount Lemmon Survey        |
| 779528 | 2011 UY113               | 30 ottobre 2002   | Spacewatch                 |
| 779529 | 2011 UR118               | 11 ottobre 2007   | Spacewatch                 |
| 779530 | 2011 UA119               | 18 novembre 2007  | Mount Lemmon Survey        |
| 779531 | 2011 UR126               | 20 ottobre 2011   | Mount Lemmon Survey        |
| 779532 | 2011 UF127               | 20 ottobre 2011   | Spacewatch                 |
| 779533 | 2011 UQ133               | 23 ottobre 2011   | Pan-STARRS                 |
| 779534 | 2011 UV137               | 21 ottobre 2011   | Spacewatch                 |
| 779535 | 2011 UT141               | 23 ottobre 2011   | Spacewatch                 |
| 779536 | 2011 UZ150               | 18 ottobre 2011   | Spacewatch                 |
| 779537 | 2011 UR152               | 21 ottobre 2011   | Mount Lemmon Survey        |
| 779538 | 2011 UL159               | 3 novembre 2007   | Spacewatch                 |
| 779539 | 2011 UQ163               | 25 ottobre 2011   | Pan-STARRS                 |
| 779540 | 2011 UA165               | 26 ottobre 2011   | Pan-STARRS                 |
| 779541 | 2011 UE167               | 4 settembre 2011  | Pan-STARRS                 |
| 779542 | 2011 UM170               | 21 ottobre 2011   | Mount Lemmon Survey        |
| 779543 | 2011 UY176               | 24 ottobre 2011   | Spacewatch                 |
| 779544 | 2011 UG182               | 25 ottobre 2011   | Mount Lemmon Survey        |
| 779545 | 2011 UV190               | 19 ottobre 2011   | Mount Lemmon Survey        |
| 779546 | 2011 UK191               | 21 ottobre 2011   | Spacewatch                 |
| 779547 | 2011 UV205               | 24 settembre 2011 | Pan-STARRS                 |
| 779548 | 2011 UY206               | 8 novembre 2007   | Spacewatch                 |
| 779549 | 2011 UD208               | 23 settembre 2011 | Spacewatch                 |
| 779550 | 2011 UK208               | 24 ottobre 2011   | Mount Lemmon Survey        |
| 779551 | 2011 UR227               | 24 ottobre 2011   | Mount Lemmon Survey        |
| 779552 | 2011 UA228               | 24 ottobre 2011   | Mount Lemmon Survey        |
| 779553 | 2011 UU228               | 24 ottobre 2011   | Mount Lemmon Survey        |
| 779554 | 2011 UC233               | 18 novembre 2007  | Mount Lemmon Survey        |
| 779555 | 2011 UG233               | 1 dicembre 2005   | L. H. Wasserman, R. Millis |
| 779556 | 2011 UA234               | 24 ottobre 2011   | Pan-STARRS                 |
| 779557 | 2011 UT235               | 24 ottobre 2011   | Pan-STARRS                 |
| 779558 | 2011 UL247               | 26 ottobre 2011   | Pan-STARRS                 |
| 779559 | 2011 UB248               | 26 ottobre 2011   | Pan-STARRS                 |
| 779560 | 2011 UA253               | 26 ottobre 2011   | Pan-STARRS                 |
| 779561 | 2011 UE260               | 27 settembre 2011 | Mount Lemmon Survey        |
| 779562 | 2011 UR260               | 25 ottobre 2011   | Pan-STARRS                 |
| 779563 | 2011 UL261               | 23 ottobre 2011   | Spacewatch                 |
| 779564 | 2011 UK268               | 1 ottobre 2011    | Mount Lemmon Survey        |
| 779565 | 2011 UZ276               | 13 novembre 2007  | Spacewatch                 |
| 779566 | 2011 UQ278               | 25 ottobre 2011   | Pan-STARRS                 |
| 779567 | 2011 UB280               | 24 ottobre 2011   | Spacewatch                 |
| 779568 | 2011 UK282               | 23 settembre 2011 | Mount Lemmon Survey        |
| 779569 | 2011 UM287               | 31 ottobre 2011   | Mount Lemmon Survey        |
| 779570 | 2011 UO291               | 24 settembre 2011 | Pan-STARRS                 |
| 779571 | 2011 UT310               | 30 ottobre 2011   | Spacewatch                 |
| 779572 | 2011 UY310               | 30 ottobre 2011   | Spacewatch                 |
| 779573 | 2011 UJ311               | 22 ottobre 2011   | Spacewatch                 |
| 779574 | 2011 UK319               | 30 ottobre 2011   | Mount Lemmon Survey        |
| 779575 | 2011 UC329               | 30 agosto 2005    | Spacewatch                 |
| 779576 | 2011 UN334               | 23 ottobre 2011   | Mount Lemmon Survey        |
| 779577 | 2011 UZ335               | 20 settembre 2011 | Spacewatch                 |
| 779578 | 2011 UQ345               | 19 ottobre 2011   | Spacewatch                 |
| 779579 | 2011 UR347               | 19 ottobre 2011   | Mount Lemmon Survey        |
| 779580 | 2011 UF348               | 19 ottobre 2011   | Mount Lemmon Survey        |
| 779581 | 2011 UP348               | 19 ottobre 2011   | Mount Lemmon Survey        |
| 779582 | 2011 UK350               | 19 ottobre 2011   | Mount Lemmon Survey        |
| 779583 | 2011 UD354               | 20 ottobre 2011   | Mount Lemmon Survey        |
| 779584 | 2011 UU354               | 20 ottobre 2011   | Mount Lemmon Survey        |
| 779585 | 2011 UD355               | 20 ottobre 2011   | Mount Lemmon Survey        |
| 779586 | 2011 UP359               | 20 ottobre 2011   | Mount Lemmon Survey        |
| 779587 | 2011 UD365               | 22 ottobre 2011   | Mount Lemmon Survey        |
| 779588 | 2011 US370               | 23 ottobre 2011   | Mount Lemmon Survey        |
| 779589 | 2011 UY370               | 23 ottobre 2011   | Mount Lemmon Survey        |
| 779590 | 2011 UZ370               | 24 settembre 2011 | Pan-STARRS                 |
| 779591 | 2011 UL380               | 24 ottobre 2011   | Mount Lemmon Survey        |
| 779592 | 2011 UQ386               | 25 ottobre 2011   | Pan-STARRS                 |
| 779593 | 2011 UQ387               | 25 ottobre 2011   | Pan-STARRS                 |
| 779594 | 2011 UN390               | 26 ottobre 2011   | Pan-STARRS                 |
| 779595 | 2011 UP413               | 1 novembre 2007   | Spacewatch                 |
| 779596 | 2011 UM414               | 24 ottobre 2011   | Pan-STARRS                 |
| 779597 | 2011 UB417               | 25 ottobre 2011   | Pan-STARRS                 |
| 779598 | 2011 UE417               | 25 ottobre 2011   | Pan-STARRS                 |
| 779599 | 2011 UK417               | 26 ottobre 2011   | Pan-STARRS                 |
| 779600 | 2011 UU420               | 23 ottobre 2011   | Mount Lemmon Survey        |

## 779601–779700
| Nome   | Designazione provvisoria | Data di scoperta  | Scopritore          |
| ------ | ------------------------ | ----------------- | ------------------- |
| 779601 | 2011 UQ421               | 8 marzo 2013      | Pan-STARRS          |
| 779602 | 2011 UR422               | 11 luglio 2016    | Pan-STARRS          |
| 779603 | 2011 UL424               | 26 ottobre 2011   | Pan-STARRS          |
| 779604 | 2011 US424               | 7 agosto 2016     | Pan-STARRS          |
| 779605 | 2011 UW424               | 21 ottobre 2011   | Pan-STARRS          |
| 779606 | 2011 UX424               | 2 agosto 2016     | Pan-STARRS          |
| 779607 | 2011 UA425               | 21 ottobre 2011   | Mount Lemmon Survey |
| 779608 | 2011 UR425               | 8 settembre 2011  | Spacewatch          |
| 779609 | 2011 UQ426               | 17 febbraio 2013  | Spacewatch          |
| 779610 | 2011 UH431               | 24 ottobre 2011   | Pan-STARRS          |
| 779611 | 2011 UQ431               | 26 ottobre 2011   | Pan-STARRS          |
| 779612 | 2011 UO433               | 24 giugno 2015    | Pan-STARRS          |
| 779613 | 2011 UN434               | 11 ottobre 2015   | ESA OGS             |
| 779614 | 2011 UV435               | 28 ottobre 2017   | Pan-STARRS          |
| 779615 | 2011 UA436               | 25 ottobre 2011   | Pan-STARRS          |
| 779616 | 2011 UQ436               | 23 aprile 2014    | Mount Lemmon Survey |
| 779617 | 2011 UF437               | 15 ottobre 2015   | Pan-STARRS          |
| 779618 | 2011 UJ437               | 12 ottobre 2017   | Mount Lemmon Survey |
| 779619 | 2011 UU437               | 7 maggio 2014     | Pan-STARRS          |
| 779620 | 2011 UA438               | 24 ottobre 2011   | Pan-STARRS          |
| 779621 | 2011 UL439               | 1 novembre 2015   | Pan-STARRS          |
| 779622 | 2011 UM441               | 29 aprile 2014    | Pan-STARRS          |
| 779623 | 2011 UX441               | 10 agosto 2015    | Pan-STARRS          |
| 779624 | 2011 UG443               | 25 ottobre 2011   | Pan-STARRS          |
| 779625 | 2011 UG444               | 4 maggio 2014     | Pan-STARRS          |
| 779626 | 2011 UK445               | 25 ottobre 2011   | Pan-STARRS          |
| 779627 | 2011 UM445               | 10 ottobre 2015   | Pan-STARRS          |
| 779628 | 2011 UO445               | 12 settembre 2016 | Pan-STARRS          |
| 779629 | 2011 UR445               | 21 ottobre 2011   | Mount Lemmon Survey |
| 779630 | 2011 UU445               | 21 maggio 2015    | Pan-STARRS          |
| 779631 | 2011 UB446               | 23 ottobre 2011   | Mount Lemmon Survey |
| 779632 | 2011 UG446               | 24 ottobre 2011   | Pan-STARRS          |
| 779633 | 2011 UW446               | 24 febbraio 2014  | Pan-STARRS          |
| 779634 | 2011 UD449               | 17 ottobre 2011   | Spacewatch          |
| 779635 | 2011 UJ449               | 19 ottobre 2011   | Mount Lemmon Survey |
| 779636 | 2011 UM449               | 24 ottobre 2011   | Mount Lemmon Survey |
| 779637 | 2011 UY449               | 26 ottobre 2011   | Pan-STARRS          |
| 779638 | 2011 UK450               | 18 ottobre 2011   | Mount Lemmon Survey |
| 779639 | 2011 UP451               | 23 ottobre 2011   | Mount Lemmon Survey |
| 779640 | 2011 UP453               | 20 ottobre 2011   | Mount Lemmon Survey |
| 779641 | 2011 UR453               | 25 ottobre 2011   | Pan-STARRS          |
| 779642 | 2011 UL458               | 23 ottobre 2011   | Pan-STARRS          |
| 779643 | 2011 UD459               | 24 ottobre 2011   | Pan-STARRS          |
| 779644 | 2011 UW460               | 25 ottobre 2011   | Pan-STARRS          |
| 779645 | 2011 UH461               | 25 ottobre 2011   | Pan-STARRS          |
| 779646 | 2011 UZ462               | 20 ottobre 2011   | Mount Lemmon Survey |
| 779647 | 2011 UH463               | 23 ottobre 2011   | Pan-STARRS          |
| 779648 | 2011 UZ464               | 20 ottobre 2011   | Mount Lemmon Survey |
| 779649 | 2011 UE465               | 24 ottobre 2011   | Pan-STARRS          |
| 779650 | 2011 UW465               | 19 ottobre 2011   | Mount Lemmon Survey |
| 779651 | 2011 UW466               | 26 ottobre 2011   | Pan-STARRS          |
| 779652 | 2011 UU467               | 22 ottobre 2011   | Mount Lemmon Survey |
| 779653 | 2011 UW467               | 27 ottobre 2011   | Mount Lemmon Survey |
| 779654 | 2011 UO468               | 20 ottobre 2011   | Mount Lemmon Survey |
| 779655 | 2011 UW468               | 23 ottobre 2011   | Mount Lemmon Survey |
| 779656 | 2011 UP469               | 24 ottobre 2011   | Pan-STARRS          |
| 779657 | 2011 UB470               | 22 ottobre 2011   | Mount Lemmon Survey |
| 779658 | 2011 UH470               | 26 ottobre 2011   | Pan-STARRS          |
| 779659 | 2011 UH471               | 26 ottobre 2011   | Pan-STARRS          |
| 779660 | 2011 UK473               | 26 ottobre 2011   | Pan-STARRS          |
| 779661 | 2011 UL473               | 24 ottobre 2011   | Mount Lemmon Survey |
| 779662 | 2011 UO473               | 19 ottobre 2011   | Mount Lemmon Survey |
| 779663 | 2011 UX476               | 20 ottobre 2011   | Mount Lemmon Survey |
| 779664 | 2011 UN478               | 24 ottobre 2011   | Pan-STARRS          |
| 779665 | 2011 UC480               | 25 ottobre 2011   | Pan-STARRS          |
| 779666 | 2011 UV480               | 18 ottobre 2011   | Mount Lemmon Survey |
| 779667 | 2011 UW480               | 24 ottobre 2011   | Pan-STARRS          |
| 779668 | 2011 UF481               | 4 dicembre 2007   | Mount Lemmon Survey |
| 779669 | 2011 UK484               | 20 ottobre 2011   | Mount Lemmon Survey |
| 779670 | 2011 UF486               | 25 ottobre 2011   | Pan-STARRS          |
| 779671 | 2011 UV486               | 23 ottobre 2011   | Mount Lemmon Survey |
| 779672 | 2011 UD488               | 26 ottobre 2011   | Pan-STARRS          |
| 779673 | 2011 UJ488               | 5 marzo 2017      | Pan-STARRS          |
| 779674 | 2011 UD489               | 21 marzo 2009     | Spacewatch          |
| 779675 | 2011 UJ489               | 23 ottobre 2011   | Pan-STARRS          |
| 779676 | 2011 UL489               | 19 ottobre 2011   | Mount Lemmon Survey |
| 779677 | 2011 UR489               | 24 ottobre 2011   | Pan-STARRS          |
| 779678 | 2011 UX491               | 26 ottobre 2011   | Pan-STARRS          |
| 779679 | 2011 UP492               | 23 ottobre 2011   | Mount Lemmon Survey |
| 779680 | 2011 UH493               | 19 ottobre 2011   | Mount Lemmon Survey |
| 779681 | 2011 UW494               | 23 ottobre 2011   | Mount Lemmon Survey |
| 779682 | 2011 UN495               | 24 ottobre 2011   | Pan-STARRS          |
| 779683 | 2011 UO495               | 20 ottobre 2011   | Mount Lemmon Survey |
| 779684 | 2011 UT499               | 24 ottobre 2011   | Pan-STARRS          |
| 779685 | 2011 UA502               | 24 ottobre 2011   | Spacewatch          |
| 779686 | 2011 UH503               | 23 ottobre 2011   | Pan-STARRS          |
| 779687 | 2011 UQ504               | 18 ottobre 2011   | Spacewatch          |
| 779688 | 2011 UR504               | 23 ottobre 2011   | Mount Lemmon Survey |
| 779689 | 2011 VJ10                | 15 novembre 2011  | Mount Lemmon Survey |
| 779690 | 2011 VD11                | 2 novembre 2011   | Spacewatch          |
| 779691 | 2011 VG25                | 3 novembre 2011   | Mount Lemmon Survey |
| 779692 | 2011 VT25                | 15 novembre 2011  | Mount Lemmon Survey |
| 779693 | 2011 VB26                | 1 novembre 2011   | Mount Lemmon Survey |
| 779694 | 2011 VN26                | 1 novembre 2011   | Mount Lemmon Survey |
| 779695 | 2011 VO27                | 9 settembre 2015  | Pan-STARRS          |
| 779696 | 2011 VY29                | 9 settembre 2015  | Pan-STARRS          |
| 779697 | 2011 VN30                | 2 novembre 2011   | Spacewatch          |
| 779698 | 2011 VK33                | 3 novembre 2011   | Mount Lemmon Survey |
| 779699 | 2011 VN33                | 2 novembre 2011   | Mount Lemmon Survey |
| 779700 | 2011 VA34                | 2 novembre 2011   | Spacewatch          |

## 779701–779800
| Nome   | Designazione provvisoria | Data di scoperta  | Scopritore                  |
| ------ | ------------------------ | ----------------- | --------------------------- |
| 779701 | 2011 VQ34                | 2 novembre 2011   | Mount Lemmon Survey         |
| 779702 | 2011 VU34                | 2 novembre 2011   | Mount Lemmon Survey         |
| 779703 | 2011 VZ34                | 25 ottobre 2011   | Pan-STARRS                  |
| 779704 | 2011 VQ35                | 2 novembre 2011   | Mount Lemmon Survey         |
| 779705 | 2011 VX37                | 2 novembre 2011   | Spacewatch                  |
| 779706 | 2011 WW10                | 16 novembre 2011  | Mount Lemmon Survey         |
| 779707 | 2011 WC18                | 20 settembre 2011 | Spacewatch                  |
| 779708 | 2011 WJ19                | 2 novembre 2011   | T. V. Kryachko, B. Satovski |
| 779709 | 2011 WR22                | 17 novembre 2011  | Mount Lemmon Survey         |
| 779710 | 2011 WK23                | 17 novembre 2011  | Mount Lemmon Survey         |
| 779711 | 2011 WH24                | 17 novembre 2011  | Mount Lemmon Survey         |
| 779712 | 2011 WX27                | 25 ottobre 2011   | Pan-STARRS                  |
| 779713 | 2011 WV30                | 22 novembre 2011  | P'al, A.                    |
| 779714 | 2011 WU35                | 23 novembre 2011  | Spacewatch                  |
| 779715 | 2011 WV44                | 23 novembre 2011  | Mount Lemmon Survey         |
| 779716 | 2011 WB45                | 26 ottobre 2011   | Pan-STARRS                  |
| 779717 | 2011 WN49                | 2 novembre 2011   | Mount Lemmon Survey         |
| 779718 | 2011 WW53                | 30 ottobre 2011   | CSS                         |
| 779719 | 2011 WK57                | 25 ottobre 2011   | Pan-STARRS                  |
| 779720 | 2011 WH58                | 21 ottobre 2011   | Mount Lemmon Survey         |
| 779721 | 2011 WH62                | 15 novembre 2011  | Spacewatch                  |
| 779722 | 2011 WF70                | 23 novembre 2011  | Mount Lemmon Survey         |
| 779723 | 2011 WA78                | 23 novembre 2011  | Mount Lemmon Survey         |
| 779724 | 2011 WY82                | 24 novembre 2011  | Pan-STARRS                  |
| 779725 | 2011 WH83                | 21 ottobre 2011   | Mount Lemmon Survey         |
| 779726 | 2011 WE94                | 26 ottobre 2011   | Pan-STARRS                  |
| 779727 | 2011 WL97                | 17 novembre 2011  | L. Elenin                   |
| 779728 | 2011 WT99                | 26 novembre 2011  | Mount Lemmon Survey         |
| 779729 | 2011 WX110               | 30 agosto 2002    | Spacewatch                  |
| 779730 | 2011 WK120               | 23 novembre 2011  | Mount Lemmon Survey         |
| 779731 | 2011 WO123               | 17 novembre 2011  | Mount Lemmon Survey         |
| 779732 | 2011 WJ124               | 18 novembre 2011  | Mount Lemmon Survey         |
| 779733 | 2011 WA125               | 18 novembre 2011  | Mount Lemmon Survey         |
| 779734 | 2011 WT125               | 22 novembre 2011  | Mount Lemmon Survey         |
| 779735 | 2011 WV127               | 27 ottobre 2011   | Mount Lemmon Survey         |
| 779736 | 2011 WS132               | 30 novembre 2011  | Mount Lemmon Survey         |
| 779737 | 2011 WT138               | 26 ottobre 2011   | Pan-STARRS                  |
| 779738 | 2011 WA139               | 26 ottobre 2011   | Pan-STARRS                  |
| 779739 | 2011 WF140               | 18 novembre 2011  | Mount Lemmon Survey         |
| 779740 | 2011 WJ156               | 25 ottobre 2011   | Pan-STARRS                  |
| 779741 | 2011 WU160               | 18 novembre 2011  | CSS                         |
| 779742 | 2011 WE161               | 19 aprile 2013    | Pan-STARRS                  |
| 779743 | 2011 WE162               | 22 settembre 2011 | Spacewatch                  |
| 779744 | 2011 WP162               | 2 ottobre 2016    | Mount Lemmon Survey         |
| 779745 | 2011 WL164               | 18 novembre 2011  | Mount Lemmon Survey         |
| 779746 | 2011 WV164               | 9 aprile 2014     | Mount Lemmon Survey         |
| 779747 | 2011 WY164               | 24 novembre 2011  | Mount Lemmon Survey         |
| 779748 | 2011 WM165               | 18 novembre 2011  | Mount Lemmon Survey         |
| 779749 | 2011 WE167               | 29 novembre 2011  | Mount Lemmon Survey         |
| 779750 | 2011 WK167               | 9 settembre 2015  | Pan-STARRS                  |
| 779751 | 2011 WX167               | 19 marzo 2017     | Pan-STARRS                  |
| 779752 | 2011 WA168               | 19 settembre 2015 | Pan-STARRS                  |
| 779753 | 2011 WV168               | 23 dicembre 2016  | Pan-STARRS                  |
| 779754 | 2011 WW168               | 29 novembre 2011  | Mount Lemmon Survey         |
| 779755 | 2011 WJ169               | 18 novembre 2011  | Mount Lemmon Survey         |
| 779756 | 2011 WL169               | 6 marzo 2013      | Pan-STARRS                  |
| 779757 | 2011 WT169               | 24 febbraio 2017  | Pan-STARRS                  |
| 779758 | 2011 WX169               | 24 novembre 2011  | Mount Lemmon Survey         |
| 779759 | 2011 WB171               | 8 settembre 2015  | Pan-STARRS                  |
| 779760 | 2011 WG172               | 16 novembre 2011  | Mount Lemmon Survey         |
| 779761 | 2011 WH172               | 8 febbraio 2013   | Pan-STARRS                  |
| 779762 | 2011 WW172               | 6 maggio 2014     | Pan-STARRS                  |
| 779763 | 2011 WG173               | 13 gennaio 2013   | Mount Lemmon Survey         |
| 779764 | 2011 WH173               | 31 gennaio 2017   | Pan-STARRS                  |
| 779765 | 2011 WS173               | 9 ottobre 2015    | Pan-STARRS                  |
| 779766 | 2011 WX173               | 30 ottobre 2017   | Pan-STARRS                  |
| 779767 | 2011 WZ174               | 28 novembre 2011  | M. Ory                      |
| 779768 | 2011 WC176               | 18 novembre 2011  | Mount Lemmon Survey         |
| 779769 | 2011 WD176               | 24 novembre 2011  | Pan-STARRS                  |
| 779770 | 2011 WW177               | 28 novembre 2011  | Spacewatch                  |
| 779771 | 2011 WU179               | 22 novembre 2011  | Mount Lemmon Survey         |
| 779772 | 2011 WA180               | 30 novembre 2011  | Mount Lemmon Survey         |
| 779773 | 2011 WC183               | 24 novembre 2011  | Pan-STARRS                  |
| 779774 | 2011 WD184               | 24 novembre 2011  | Mount Lemmon Survey         |
| 779775 | 2011 WG184               | 24 novembre 2011  | Mount Lemmon Survey         |
| 779776 | 2011 WS184               | 24 novembre 2011  | Pan-STARRS                  |
| 779777 | 2011 WB186               | 22 novembre 2011  | Mount Lemmon Survey         |
| 779778 | 2011 WQ187               | 24 novembre 2011  | Pan-STARRS                  |
| 779779 | 2011 WP189               | 22 novembre 2011  | Mount Lemmon Survey         |
| 779780 | 2011 WH190               | 30 novembre 2011  | Mount Lemmon Survey         |
| 779781 | 2011 XB4                 | 25 novembre 2011  | Pan-STARRS                  |
| 779782 | 2011 XQ5                 | 24 ottobre 2015   | Pan-STARRS                  |
| 779783 | 2011 XT6                 | 6 dicembre 2011   | Pan-STARRS                  |
| 779784 | 2011 XZ6                 | 6 dicembre 2011   | Pan-STARRS                  |
| 779785 | 2011 XO7                 | 6 dicembre 2011   | Pan-STARRS                  |
| 779786 | 2011 YU9                 | 25 novembre 2011  | Pan-STARRS                  |
| 779787 | 2011 YY18                | 26 dicembre 2011  | Mount Lemmon Survey         |
| 779788 | 2011 YB31                | 26 dicembre 2011  | K. Sárneczky                |
| 779789 | 2011 YK36                | 11 febbraio 2008  | Mount Lemmon Survey         |
| 779790 | 2011 YP36                | 26 dicembre 2011  | Mount Lemmon Survey         |
| 779791 | 2011 YZ49                | 26 novembre 2011  | Mount Lemmon Survey         |
| 779792 | 2011 YN56                | 29 dicembre 2011  | Spacewatch                  |
| 779793 | 2011 YB58                | 29 dicembre 2011  | Spacewatch                  |
| 779794 | 2011 YE71                | 25 dicembre 2011  | Spacewatch                  |
| 779795 | 2011 YY73                | 18 gennaio 1998   | Spacewatch                  |
| 779796 | 2011 YR80                | 1 ottobre 2010    | Mount Lemmon Survey         |
| 779797 | 2011 YJ87                | 24 giugno 2014    | Pan-STARRS                  |
| 779798 | 2011 YR87                | 31 dicembre 2011  | Mount Lemmon Survey         |
| 779799 | 2011 YB89                | 14 gennaio 2018   | Pan-STARRS                  |
| 779800 | 2011 YY89                | 12 dicembre 2015  | Pan-STARRS                  |

## 779801–779900
| Nome   | Designazione provvisoria | Data di scoperta  | Scopritore           |
| ------ | ------------------------ | ----------------- | -------------------- |
| 779801 | 2011 YB90                | 27 dicembre 2011  | Spacewatch           |
| 779802 | 2011 YD90                | 29 dicembre 2011  | Mount Lemmon Survey  |
| 779803 | 2011 YE90                | 7 marzo 2017      | Pan-STARRS           |
| 779804 | 2011 YN91                | 28 dicembre 2011  | Mount Lemmon Survey  |
| 779805 | 2011 YJ92                | 29 dicembre 2011  | Spacewatch           |
| 779806 | 2011 YZ93                | 27 dicembre 2011  | Mount Lemmon Survey  |
| 779807 | 2011 YM94                | 29 dicembre 2011  | Mount Lemmon Survey  |
| 779808 | 2011 YP94                | 29 dicembre 2011  | Mount Lemmon Survey  |
| 779809 | 2011 YQ95                | 27 dicembre 2011  | Mount Lemmon Survey  |
| 779810 | 2011 YZ95                | 20 dicembre 2011  | ESA OGS              |
| 779811 | 2011 YK96                | 24 dicembre 2011  | Mount Lemmon Survey  |
| 779812 | 2011 YM96                | 27 dicembre 2011  | Mount Lemmon Survey  |
| 779813 | 2011 YW96                | 28 dicembre 2011  | Mount Lemmon Survey  |
| 779814 | 2011 YO97                | 29 dicembre 2011  | Mount Lemmon Survey  |
| 779815 | 2011 YF99                | 27 dicembre 2011  | Mount Lemmon Survey  |
| 779816 | 2011 YT99                | 27 dicembre 2011  | L. Bernasconi        |
| 779817 | 2012 AD3                 | 2 gennaio 2012    | Mount Lemmon Survey  |
| 779818 | 2012 AX21                | 29 dicembre 2011  | Mount Lemmon Survey  |
| 779819 | 2012 AG22                | 29 dicembre 2011  | Mount Lemmon Survey  |
| 779820 | 2012 AF28                | 30 novembre 2011  | Mount Lemmon Survey  |
| 779821 | 2012 AE30                | 2 gennaio 2012    | Spacewatch           |
| 779822 | 2012 AO30                | 7 giugno 2013     | Pan-STARRS           |
| 779823 | 2012 AA31                | 2 gennaio 2012    | Spacewatch           |
| 779824 | 2012 AL32                | 2 gennaio 2012    | Spacewatch           |
| 779825 | 2012 AG33                | 3 gennaio 2012    | Spacewatch           |
| 779826 | 2012 AK34                | 1 gennaio 2012    | Mount Lemmon Survey  |
| 779827 | 2012 AP34                | 2 gennaio 2012    | Mount Lemmon Survey  |
| 779828 | 2012 AN35                | 1 gennaio 2012    | Mount Lemmon Survey  |
| 779829 | 2012 AP36                | 1 gennaio 2012    | Mount Lemmon Survey  |
| 779830 | 2012 AO37                | 4 gennaio 2012    | Mount Lemmon Survey  |
| 779831 | 2012 BV5                 | 2 gennaio 2012    | Spacewatch           |
| 779832 | 2012 BA6                 | 18 gennaio 2012   | Mount Lemmon Survey  |
| 779833 | 2012 BL12                | 18 gennaio 2012   | Spacewatch           |
| 779834 | 2012 BH16                | 28 dicembre 2011  | Mount Lemmon Survey  |
| 779835 | 2012 BK22                | 2 gennaio 2012    | Mount Lemmon Survey  |
| 779836 | 2012 BW26                | 20 gennaio 2012   | Pan-STARRS           |
| 779837 | 2012 BE38                | 25 settembre 2006 | Mount Lemmon Survey  |
| 779838 | 2012 BL42                | 19 gennaio 2012   | Mount Lemmon Survey  |
| 779839 | 2012 BW46                | 29 agosto 2014    | Mount Lemmon Survey  |
| 779840 | 2012 BD49                | 27 dicembre 2011  | Mount Lemmon Survey  |
| 779841 | 2012 BP58                | 18 gennaio 2012   | Mount Lemmon Survey  |
| 779842 | 2012 BP63                | 9 febbraio 2008   | Mount Lemmon Survey  |
| 779843 | 2012 BM65                | 20 gennaio 2012   | Mount Lemmon Survey  |
| 779844 | 2012 BO79                | 27 gennaio 2012   | Mount Lemmon Survey  |
| 779845 | 2012 BN80                | 27 gennaio 2012   | Mount Lemmon Survey  |
| 779846 | 2012 BE84                | 27 gennaio 2012   | Mount Lemmon Survey  |
| 779847 | 2012 BQ85                | 27 gennaio 2012   | Mount Lemmon Survey  |
| 779848 | 2012 BZ86                | 18 novembre 2007  | Mount Lemmon Survey  |
| 779849 | 2012 BO94                | 27 gennaio 2012   | Mount Lemmon Survey  |
| 779850 | 2012 BU96                | 29 dicembre 2011  | Mount Lemmon Survey  |
| 779851 | 2012 BB99                | 26 gennaio 2012   | Pan-STARRS           |
| 779852 | 2012 BX101               | 30 gennaio 2012   | D. T. Durig, Liu, Z. |
| 779853 | 2012 BQ105               | 24 gennaio 2012   | Pan-STARRS           |
| 779854 | 2012 BT105               | 24 gennaio 2012   | Pan-STARRS           |
| 779855 | 2012 BE110               | 27 gennaio 2012   | Mount Lemmon Survey  |
| 779856 | 2012 BB114               | 27 gennaio 2012   | Mount Lemmon Survey  |
| 779857 | 2012 BF114               | 27 gennaio 2012   | Mount Lemmon Survey  |
| 779858 | 2012 BD115               | 2 febbraio 2008   | Mount Lemmon Survey  |
| 779859 | 2012 BG123               | 31 gennaio 2012   | Spacewatch           |
| 779860 | 2012 BV132               | 30 ottobre 2011   | Spacewatch           |
| 779861 | 2012 BB149               | 4 aprile 2008     | D. Healy             |
| 779862 | 2012 BC150               | 30 gennaio 2012   | Mount Lemmon Survey  |
| 779863 | 2012 BH152               | 3 gennaio 2012    | Mount Lemmon Survey  |
| 779864 | 2012 BW156               | 19 gennaio 2012   | Pan-STARRS           |
| 779865 | 2012 BM157               | 18 gennaio 2012   | Spacewatch           |
| 779866 | 2012 BX157               | 19 gennaio 2012   | Pan-STARRS           |
| 779867 | 2012 BK158               | 19 gennaio 2012   | Pan-STARRS           |
| 779868 | 2012 BM158               | 26 settembre 2006 | Mount Lemmon Survey  |
| 779869 | 2012 BY158               | 26 gennaio 2012   | Mount Lemmon Survey  |
| 779870 | 2012 BZ158               | 15 marzo 2004     | Spacewatch           |
| 779871 | 2012 BA165               | 19 gennaio 2012   | Pan-STARRS           |
| 779872 | 2012 BV165               | 26 gennaio 2012   | Mount Lemmon Survey  |
| 779873 | 2012 BT167               | 14 dicembre 2015  | Pan-STARRS           |
| 779874 | 2012 BH168               | 18 gennaio 2012   | Spacewatch           |
| 779875 | 2012 BY168               | 19 gennaio 2012   | Pan-STARRS           |
| 779876 | 2012 BH169               | 6 novembre 2015   | Mount Lemmon Survey  |
| 779877 | 2012 BU170               | 18 gennaio 2012   | Mount Lemmon Survey  |
| 779878 | 2012 BJ171               | 27 gennaio 2012   | Mount Lemmon Survey  |
| 779879 | 2012 BT171               | 16 maggio 2018    | Mount Lemmon Survey  |
| 779880 | 2012 BK172               | 19 gennaio 2012   | Pan-STARRS           |
| 779881 | 2012 BS172               | 25 gennaio 2012   | Pan-STARRS           |
| 779882 | 2012 BC174               | 18 gennaio 2012   | Spacewatch           |
| 779883 | 2012 BY175               | 19 gennaio 2012   | Mount Lemmon Survey  |
| 779884 | 2012 BB178               | 26 gennaio 2012   | Pan-STARRS           |
| 779885 | 2012 BQ178               | 29 gennaio 2012   | Spacewatch           |
| 779886 | 2012 BP179               | 18 gennaio 2012   | Mount Lemmon Survey  |
| 779887 | 2012 BA181               | 19 gennaio 2012   | Pan-STARRS           |
| 779888 | 2012 BC181               | 19 gennaio 2012   | Mount Lemmon Survey  |
| 779889 | 2012 BE181               | 29 gennaio 2012   | Mount Lemmon Survey  |
| 779890 | 2012 BG181               | 26 gennaio 2012   | Mount Lemmon Survey  |
| 779891 | 2012 BO181               | 30 gennaio 2012   | Mount Lemmon Survey  |
| 779892 | 2012 BP181               | 20 gennaio 2012   | Spacewatch           |
| 779893 | 2012 BH182               | 26 gennaio 2012   | Mount Lemmon Survey  |
| 779894 | 2012 BT182               | 18 gennaio 2012   | Spacewatch           |
| 779895 | 2012 BJ183               | 18 gennaio 2012   | Mount Lemmon Survey  |
| 779896 | 2012 BR184               | 18 gennaio 2012   | Spacewatch           |
| 779897 | 2012 BZ184               | 18 gennaio 2012   | Mount Lemmon Survey  |
| 779898 | 2012 BG186               | 29 dicembre 2011  | Spacewatch           |
| 779899 | 2012 BC188               | 18 gennaio 2012   | Mount Lemmon Survey  |
| 779900 | 2012 BC189               | 26 gennaio 2012   | Mount Lemmon Survey  |

## 779901–780000
| Nome   | Designazione provvisoria | Data di scoperta  | Scopritore                |
| ------ | ------------------------ | ----------------- | ------------------------- |
| 779901 | 2012 BN189               | 19 gennaio 2012   | Pan-STARRS                |
| 779902 | 2012 CA2                 | 19 gennaio 2012   | Pan-STARRS                |
| 779903 | 2012 CU6                 | 9 ottobre 2010    | Mount Lemmon Survey       |
| 779904 | 2012 CN9                 | 3 febbraio 2012   | Pan-STARRS                |
| 779905 | 2012 CO11                | 27 dicembre 2011  | Mount Lemmon Survey       |
| 779906 | 2012 CY20                | 19 gennaio 2012   | Pan-STARRS                |
| 779907 | 2012 CP22                | 13 febbraio 2012  | Pan-STARRS                |
| 779908 | 2012 CB25                | 13 febbraio 2012  | Pan-STARRS                |
| 779909 | 2012 CF35                | 3 febbraio 2012   | Pan-STARRS                |
| 779910 | 2012 CP39                | 26 gennaio 2012   | Mount Lemmon Survey       |
| 779911 | 2012 CY48                | 9 marzo 2008      | Mount Lemmon Survey       |
| 779912 | 2012 CB59                | 3 febbraio 2012   | Pan-STARRS                |
| 779913 | 2012 CC59                | 3 febbraio 2012   | Pan-STARRS                |
| 779914 | 2012 CH59                | 1 marzo 2008      | Spacewatch                |
| 779915 | 2012 CP60                | 3 febbraio 2012   | Mount Lemmon Survey       |
| 779916 | 2012 CY60                | 19 aprile 2013    | Pan-STARRS                |
| 779917 | 2012 CU61                | 14 febbraio 2012  | Pan-STARRS                |
| 779918 | 2012 CO62                | 1 febbraio 2012   | Spacewatch                |
| 779919 | 2012 CQ63                | 16 maggio 2018    | Mount Lemmon Survey       |
| 779920 | 2012 CV63                | 29 giugno 2014    | Pan-STARRS                |
| 779921 | 2012 CB64                | 15 febbraio 2012  | Pan-STARRS                |
| 779922 | 2012 CM65                | 14 febbraio 2012  | Pan-STARRS                |
| 779923 | 2012 CW65                | 18 marzo 2017     | Mount Lemmon Survey       |
| 779924 | 2012 CX65                | 3 gennaio 2016    | Mount Lemmon Survey       |
| 779925 | 2012 CP66                | 1 febbraio 2012   | Mount Lemmon Survey       |
| 779926 | 2012 CT66                | 3 febbraio 2012   | Pan-STARRS                |
| 779927 | 2012 CY66                | 14 febbraio 2012  | Pan-STARRS                |
| 779928 | 2012 CA67                | 3 febbraio 2012   | Pan-STARRS                |
| 779929 | 2012 CS68                | 3 febbraio 2012   | Pan-STARRS                |
| 779930 | 2012 CJ69                | 3 febbraio 2012   | Mount Lemmon Survey       |
| 779931 | 2012 CM69                | 3 febbraio 2012   | Pan-STARRS                |
| 779932 | 2012 CO69                | 1 febbraio 2012   | Spacewatch                |
| 779933 | 2012 CR69                | 1 febbraio 2012   | Spacewatch                |
| 779934 | 2012 CA70                | 27 gennaio 2012   | Mount Lemmon Survey       |
| 779935 | 2012 CJ71                | 11 febbraio 2012  | Mount Lemmon Survey       |
| 779936 | 2012 CL71                | 15 febbraio 2012  | Pan-STARRS                |
| 779937 | 2012 CQ71                | 15 febbraio 2012  | Pan-STARRS                |
| 779938 | 2012 CE72                | 3 febbraio 2012   | Pan-STARRS                |
| 779939 | 2012 CN73                | 1 febbraio 2012   | Spacewatch                |
| 779940 | 2012 CC74                | 14 febbraio 2012  | Pan-STARRS                |
| 779941 | 2012 CE74                | 4 febbraio 2012   | Pan-STARRS                |
| 779942 | 2012 CQ74                | 14 febbraio 2012  | Pan-STARRS                |
| 779943 | 2012 DJ2                 | 16 febbraio 2012  | Pan-STARRS                |
| 779944 | 2012 DZ2                 | 12 aprile 2005    | DES                       |
| 779945 | 2012 DR19                | 27 gennaio 2012   | Mount Lemmon Survey       |
| 779946 | 2012 DC25                | 21 febbraio 2012  | Spacewatch                |
| 779947 | 2012 DR46                | 26 febbraio 2012  | P. Kocher                 |
| 779948 | 2012 DX57                | 23 febbraio 1998  | Spacewatch                |
| 779949 | 2012 DS60                | 24 febbraio 2012  | CSS                       |
| 779950 | 2012 DS63                | 24 febbraio 2012  | Mount Lemmon Survey       |
| 779951 | 2012 DY64                | 24 febbraio 2012  | Mount Lemmon Survey       |
| 779952 | 2012 DF69                | 25 febbraio 2012  | Mount Lemmon Survey       |
| 779953 | 2012 DJ69                | 21 gennaio 2012   | Spacewatch                |
| 779954 | 2012 DN69                | 15 febbraio 2012  | Pan-STARRS                |
| 779955 | 2012 DG71                | 19 gennaio 2012   | Pan-STARRS                |
| 779956 | 2012 DV80                | 24 febbraio 2012  | Spacewatch                |
| 779957 | 2012 DB86                | 26 febbraio 2012  | La Palma Obs.             |
| 779958 | 2012 DO87                | 27 dicembre 2011  | Mount Lemmon Survey       |
| 779959 | 2012 DF91                | 16 febbraio 2012  | Pan-STARRS                |
| 779960 | 2012 DV96                | 14 febbraio 2012  | Pan-STARRS                |
| 779961 | 2012 DZ100               | 5 aprile 2008     | Mount Lemmon Survey       |
| 779962 | 2012 DF101               | 23 febbraio 2012  | Spacewatch                |
| 779963 | 2012 DN101               | 24 febbraio 2012  | Spacewatch                |
| 779964 | 2012 DR101               | 31 agosto 2008    | K. Černis, J. Zdanavičius |
| 779965 | 2012 DU101               | 27 febbraio 2012  | Pan-STARRS                |
| 779966 | 2012 DL102               | 21 febbraio 2012  | Mount Lemmon Survey       |
| 779967 | 2012 DB103               | 25 febbraio 2012  | Spacewatch                |
| 779968 | 2012 DL103               | 26 febbraio 2012  | Pan-STARRS                |
| 779969 | 2012 DN103               | 24 aprile 2007    | Spacewatch                |
| 779970 | 2012 DD105               | 16 settembre 2009 | Spacewatch                |
| 779971 | 2012 DJ105               | 28 febbraio 2012  | Pan-STARRS                |
| 779972 | 2012 DE108               | 21 febbraio 2012  | Mount Lemmon Survey       |
| 779973 | 2012 DB109               | 27 febbraio 2012  | Pan-STARRS                |
| 779974 | 2012 DH111               | 27 febbraio 2012  | Pan-STARRS                |
| 779975 | 2012 DL112               | 28 febbraio 2012  | Pan-STARRS                |
| 779976 | 2012 DN112               | 18 febbraio 2012  | CSS                       |
| 779977 | 2012 DP112               | 28 luglio 2014    | Pan-STARRS                |
| 779978 | 2012 DF113               | 16 febbraio 2012  | Pan-STARRS                |
| 779979 | 2012 DW114               | 27 febbraio 2012  | Pan-STARRS                |
| 779980 | 2012 DN115               | 27 febbraio 2012  | Pan-STARRS                |
| 779981 | 2012 DW115               | 20 febbraio 2012  | Pan-STARRS                |
| 779982 | 2012 DS116               | 28 febbraio 2012  | Pan-STARRS                |
| 779983 | 2012 DG117               | 23 febbraio 2012  | Spacewatch                |
| 779984 | 2012 DP117               | 25 febbraio 2012  | Mount Lemmon Survey       |
| 779985 | 2012 DU119               | 26 febbraio 2012  | Spacewatch                |
| 779986 | 2012 DQ120               | 20 febbraio 2012  | Pan-STARRS                |
| 779987 | 2012 DD121               | 26 febbraio 2012  | Pan-STARRS                |
| 779988 | 2012 DP123               | 28 febbraio 2012  | Pan-STARRS                |
| 779989 | 2012 DT123               | 27 febbraio 2012  | Pan-STARRS                |
| 779990 | 2012 DV123               | 23 febbraio 2012  | Mount Lemmon Survey       |
| 779991 | 2012 DW123               | 26 febbraio 2012  | Mount Lemmon Survey       |
| 779992 | 2012 DX123               | 25 febbraio 2012  | Mount Lemmon Survey       |
| 779993 | 2012 DJ127               | 21 febbraio 2012  | Spacewatch                |
| 779994 | 2012 DC128               | 28 febbraio 2012  | Pan-STARRS                |
| 779995 | 2012 DU128               | 26 febbraio 2012  | Pan-STARRS                |
| 779996 | 2012 DY128               | 27 febbraio 2012  | Pan-STARRS                |
| 779997 | 2012 DN129               | 23 gennaio 2006   | Spacewatch                |
| 779998 | 2012 DV129               | 23 febbraio 2012  | Mount Lemmon Survey       |
| 779999 | 2012 DL133               | 23 febbraio 2012  | Mount Lemmon Survey       |
| 780000 | 2012 EN1                 | 22 febbraio 2012  | Spacewatch                |